# Gunmen - Banditi
Gunmen è un film del 1993 del regista statunitense Deran Sarafian.

## Trama
Il barone della droga Peter Loomis (Patrick Stewart), immobilizzato su una sedia a rotelle, è stato derubato della sua fortuna costituita da 400 milioni di dollari, in Sud America, da parte del suo fattorino Carlos, che ha nascosto la somma su una barca ancorata in un porto segreto. Loomis manda Armor O'Malley (Denis Leary), assassino spietato, a cercare la barca per recuperare i soldi. Questi e la sua compagna Marie (Brenda Bakke) uccidono Carlos prima che possano ottenere il nome e la posizione della barca, ma apprendono che il fratello di Carlos, Dani (Christopher Lambert) è al corrente di dove si trovi, e si mettono alla sua ricerca. Dani è uscito da una prigione sudamericana dove ha conosciuto Cole Parker (Mario Van Peebles), un cacciatore di taglie che lavora per la DEA e che è deciso ad annientare Loomis. Cole conosce il nome della barca, Dani conosce la posizione, ed entrambi gli uomini vogliono i soldi per sé. A complicare le cose è una talpa della DEA che da informazioni a O'Malley sui movimenti dei due. Soli e in minoranza, Cole e Dani sono costretti ad un'alleanza riluttante, mentre cercano la barca da 400 milioni di dollari, con O'Malley e i suoi uomini che li inseguono ad ogni passo. Loomis si rende presto conto che O'Malley vuole la fortuna per sé e cerca di far assassinare lui e i suoi uomini, ma il tentativo fallisce. O'Malley torna nella tenuta di Loomis e chiarisce che ora è lui ad essere il più forte nel loro accordo: senza i 400 milioni di dollari, Loomis non può pagare i suoi uomini, e O'Malley metterà le mani sui soldi. Loomis viene ucciso e O'Malley rinnova l'inseguimento con un piccolo esercito a sua disposizione. Dopo numerosi tradimenti da entrambe le parti, l'inseguimento termina in un porto di Puerto Vallarta e in uno yacht chiamato "Matador". Dani e Cole sparano contro gli uomini di O'Malley e lasciano la barca in fiamme. Ma Cole rivela di aver mentito sul nome della barca per ingannare ed eliminare O'Malley: la fortuna, in realtà è nascosta su un vecchio peschereccio chiamato Gunmen. I due accettano di dividere la fortuna e navigano verso il tramonto.